# Konstantin Baumeister
Konstantin Baumeister (* 27. Januar 1887 in Erp; † 24. November 1962 in Idar-Oberstein) war ein deutscher Lehrer und sozialdemokratischer Politiker.

## Leben
Konstantin Baumeister besuchte nach der Volksschule das Lehrerseminar in Boppard. 1906 legte er die Volksschullehrerprüfung ab, der 1915 die Mittelschullehrerprüfung und 1916 die Rektorprüfung für fremdsprachige Schulen folgten. Seit 1906 arbeitete Baumeister als Volksschullehrer. Unterbrochen wurde die Berufstätigkeit zwischen 1913 und 1914 durch Sprachstudien in England und Frankreich. Von 1916 bis 1920 war er Lehrer an der höheren Stadtschule in Meschede und anschließend kommissarisch Verwalter der Kreisschulinspektion in Hörde. Von 1920 bis 1933 war er in Bad Soden als Schulrat fest angestellt. 1933 wurde Baumeister aufgrund des nationalsozialistischen Gesetzes zur Wiederherstellung des Berufsbeamtentums aus dem Amt des Schulrats als Volksschullehrer an eine Volksschule in Frankfurt am Main versetzt.
Seit einem nicht bekannten Zeitpunkt gehörte Baumeister der SPD an. Er war Mitbegründer der Partei in Meschede. Dort war er während der Novemberrevolution auch Vorsitzender des Arbeiter- und Soldatenrates. Zwischen 1919 und 1921 war Baumeister für einen Sauerländer Wahlkreis Mitglied des preußischen Landtages. Eine weitere Kandidatur war vergeblich.